# GNU Xnee
GNU xnee est une suite logicielle qui permet d'enregistrer, reproduire et diffuser des actions utilisateurs en environnement graphique X11. Il permet ainsi d'automatiser des tâches utilisateurs.

## Caractéristiques techniques

### Domaine d'application
- Automatisation de tests de non-régression.
- Preuve de concept ou simple démonstration: enregistrement et reproduction de l'interaction utilisateur avec le système.
- Distribution: exemple des actions d'un enseignant envoyées vers les ordinateurs de tous ses étudiants.
- Usage de macro-instructions: lier une touche de combinaison du clavier pour reproduire une action préalablement enregistrée.
- Automatisation dans la bureautique: Xnee peut retaper le contenu d'un fichier afin de comparer le résultat avec l'original.

### Une suite logicielle
- cnee est une interface en ligne de commande. Son nom est un acronyme récursif qui signifie en anglais : « cnee's not an event emulator », (littéralement, « cnee n'est pas un émulator d'évènement »).
- gnee est une interface graphique (acronyme récursif signifiant en anglais « gnee's not an emulator either », littéralement « gnee, non plus, n'est pas émulator »).
- pnee est un applet GNOME (acronyme récursif signifiant en anglais « pnee's not even emulating »).
- libxnee est une bibliothèque logicielle utilisée par cnee, pnee et gnee. (acronyme récursif signifiant en anglais « libxnee is basically xnee », que l'on peut traduire par « libxnee est l'essence même de xnee »).

### Description
Toutes les applications de la suite logicielle (gnee et cnee) reçoivent des données d'un protocole X11 (XEvents) du serveur X en utilisant la libraierie logicielle libxnee et les impriment dans un fichier. Ce fichier peut être utilisé par la suite sur demande ou pour reproduire les actions automatiquement.
Les évènements directement générés par l'utilisateur (KeyPress) peuvent être reproduits ou simulés. Les actions qui ne sont pas directement générées par le clavier (MapNotify pour les erreurs, ou autres requêtes...) peuvent également être enregistrées. En utilisant toutes ces données, les applications Xnee peuvent refaire toute action avec synchronisation.